# Cristal

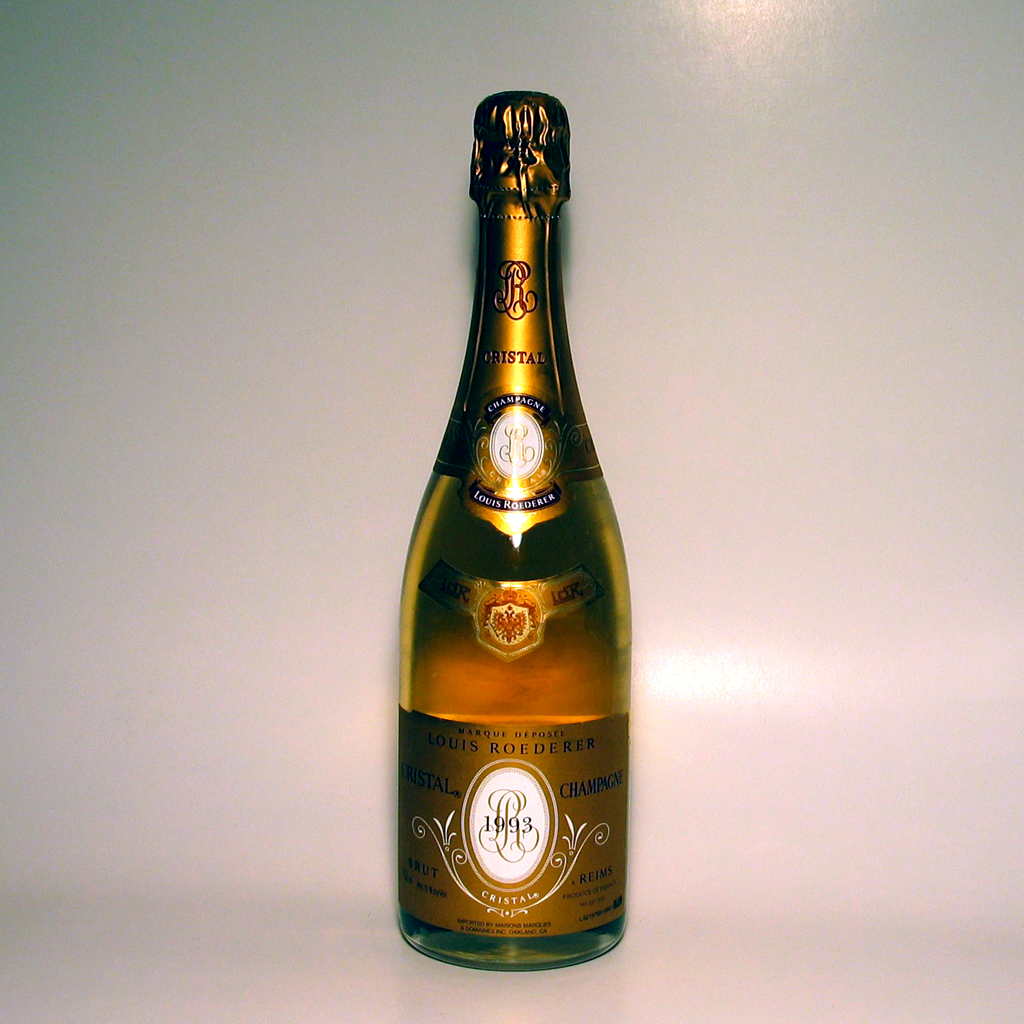
Louis Roederer Cristal (1993).

Cristal är en champagne som produceras av det franska champagnehuset Louis Roederer. Cristal är en årsgångsbetecknad champagne med hög andel av druvan Pinot noir.
Champagnen är lätt att känna igen med sin ljusa "kristalliknande" flaska, att den är inslagen i cellofanpapper samt att den har en guldetikett. Cristal framställdes första gången 1876 för den ryske tsaren Alexander II av Ryssland. Idag är Cristal ett varumärke med hög status.